# Ekflamlav
Ekflamlav (Pyrrhospora quernea) är en lavart som först beskrevs av Dicks., och fick sitt nu gällande namn av Körb. Ekflamlav ingår i släktet Pyrrhospora och familjen Lecanoraceae.  Arten är reproducerande i Sverige. Inga underarter finns listade i Catalogue of Life.

## Källor

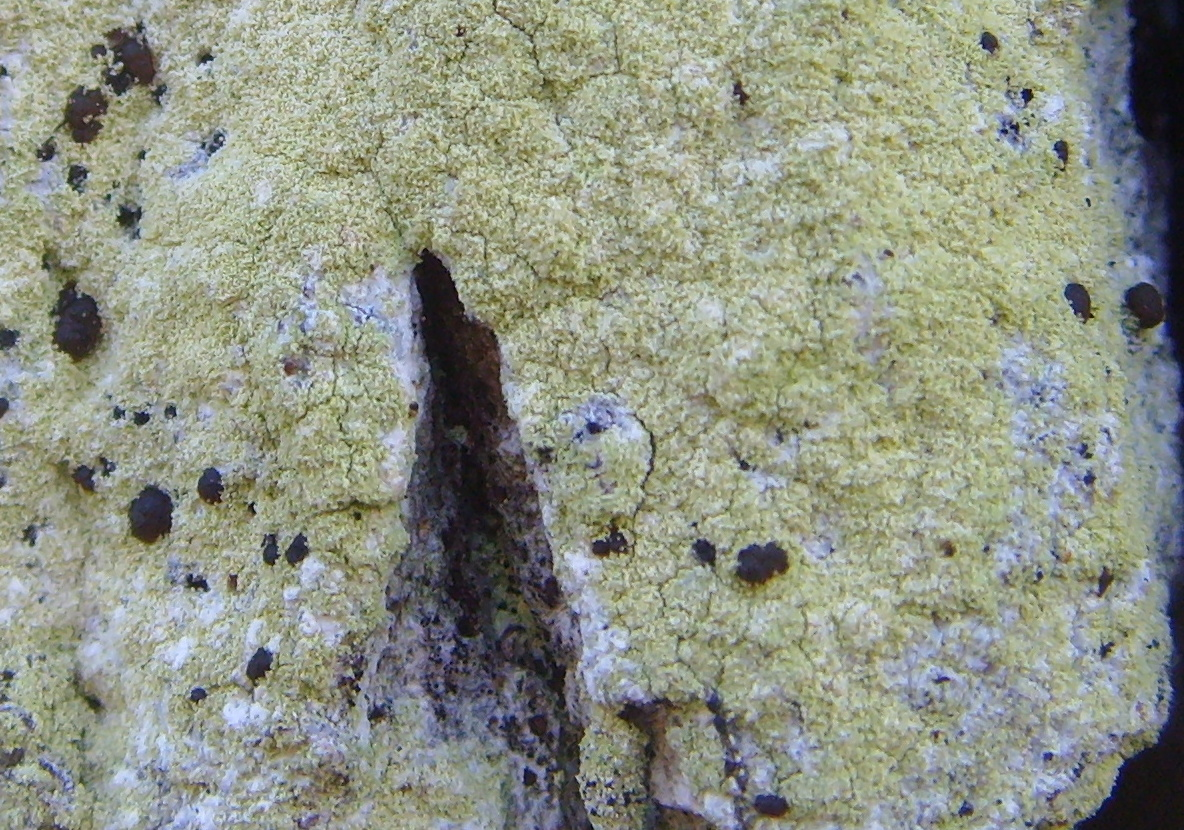